# Conselheiro Pena
Conselheiro Pena este un oraș în unitatea federativă Minas Gerais (MG), Brazilia.